# Torsten Bréchôt
Torsten Brechot urodzony jako Torsten Oehmigen (ur. 11 września 1964 w Schwerinie) – wschodnioniemiecki, a potem niemiecki judoka. Brązowy medalista olimpijski z Seulu 1988. Walczył w wadze półśredniej.
Wicemistrz świata w 1985; uczestnik zawodów w 1989. Startował w Pucharze Świata w 1989. Piąty na mistrzostwach Europy w 1988 roku.

## Letnie Igrzyska Olimpijskie 1988
| Konkurencja | Rundy eliminacyjne          | Rundy eliminacyjne  | Rundy eliminacyjne | Rundy eliminacyjne           | Finały                | Finały               | Klas. końcowa |
| Konkurencja | 1/62                        | 1/32                | 1/16               | 1/4                          | Półfinał              | O 3 miejsce          | Miejsce       |
| ----------- | --------------------------- | ------------------- | ------------------ | ---------------------------- | --------------------- | -------------------- | ------------- |
| 78 kg       | Ezequiel Paraguassu (BRA) Z | John Baylon (PHI) Z | Neil Adams (GBR) Z | Sodnomyn Erchembajar (MGL) Z | Frank Wieneke (FRG) p | Pascal Tayot (FRA) Z | 3.            |